# 1890
| [ Edytuj tabelę ]              | |
| Król Polski (tytularny)        | - 1881 Aleksander III Romanow 1894 |
| Emir Afganistanu               | - 1880 Abdur Rahman Chan 1901 |
| Współksiążęta Andory           | - 1879 Salvador Casañas i Pagès 1901 - 1887 Marie François Sadi Carnot 1894                                                             |
| Prezydent Argentyny            | - 1886 Miguel Juarez Celman 1890 - 1890 Carlos Pellegrini 1892                                                                          |
| Cesarz Austrii                 | - 1848 Franciszek Józef I 1916 |
| Król Bawarii                   | - 1886 Otto 1913 |
| Król Belgów                    | - 1865 Leopold II 1909 |
| Premier Belgii                 | - 1884 Auguste Beernaert 1894 |
| Prezydent Boliwii              | - 1888 Aniceto Arce 1892 |
| Prezydent Brazylii             | - 1889 Deodoro da Fonseca 1891 |
| Sułtan Brunei                  | - 1885 Hashim Jalilul Alam Aqamaddin 1906                                                                                               |
| Car Bułgarii                   | - 1887 Ferdynand I Koburg 1918 |
| Premier Bułgarii               | - 1887 Stefan Stambołow 1894 |
| Prezydent Chile                | - 1886 José Manuel Balmaceda Fernández 1891                                                                                             |
| Cesarz Chin                    | - 1875 Guangxu 1908 |
| Premier Czarnogóry             | - 1879 Božo Petrović-Njegoš 1905 |
| Król Czech                     | - 1848 Franciszek Józef I 1916 |
| Król Danii                     | - 1863 Chrystian IX 1906 |
| Premier Danii                  | - 1875 Jacob Brønnum Scavenius Estrup 1894                                                                                              |
| Dalajlama                      | - 1876 Thubten Gjaco 1933 |
| Władca Egiptu                  | - 1879 Taufik Pasza 1892 |
| Premier Egiptu                 | - 1888 Rijad Pasza 1891 |
| Prezydent Ekwadoru             | - 1888 Antonio Flores Jijón 1892 |
| Cesarz Etiopii                 | - 1889 Menelik II 1913 |
| Prezydent Francji              | - 1887 Marie François Sadi Carnot 1894                                                                                                  |
| Premier Francji                | - 1889 Pierre Tirard 1890 - 1890 Charles de Freycinet 1892                                                                              |
| Król Grecji                    | - 1863 Jerzy I 1913 |
| Prezydent Gwatemali            | - 1885 Manuel Lisandro Barillas Bercián 1892                                                                                            |
| Prezydent Haiti                | - 1889 Florvil Hyppolite 1896 |
| Król Hawajów                   | - 1874 Kalākaua 1891 |
| Król Hiszpanii                 | - 1886 Alfons XIII 1931 |
| Premier Hiszpanii              | - 1885 Práxedes Mateo Sagasta 1890 - 1890 Antonio Cánovas del Castillo 1892                                                             |
| Król Holandii                  | - 1849 Wilhelm III 1890 - 1890 Wilhelmina 1948                                                                                          |
| Premier Holandii               | - 1888 Aneas Mackay 1891 |
| Prezydent Hondurasu            | - 1883 Luis Bográn Barahona 1891 |
| Szach Iranu                    | - 1848 Naser ad-Din Szah 1896 |
| Król Irlandii                  | - 1837 Wiktoria Hanowerska 1901 |
| Cesarz Japonii                 | - 1867 Mutsuhito 1912 |
| Premier Japonii                | - 1889 Aritomo Yamagata 1891 |
| Kalif                          | - 1876 Abdülhamid II 1909 |
| Premier Kanady                 | - 1878 John Macdonald 1891 |
| Emir Kataru                    | - 1878 Kasim ibn Muhammad Al Sani 1913                                                                                                  |
| Prezydent Kolumbii             | - 1888 Carlos Holguín 1892 |
| Patriarcha Konstantynopola     | - 1887 Dionizy V 1891 |
| Władca Korei                   | - 1863 Kojong 1907 |
| Prezydent Kostaryki            | - 1885 Bernardo Soto Alfaro 1890 - 1890 José Rodríguez Zeledón 1894                                                                     |
| Emir Kuwejtu                   | - 1866 Abd Allah II 1892 |
| Prezydent Liberii              | - 1884 Hilary Johnson 1892 |
| Książę Liechtensteinu          | - 1858 Jan II Dobry 1929 |
| Wielki książę Luksemburga      | - 1849 Wilhelm III 1890 - 1890 Adolf 1905                                                                                               |
| Premier Luksemburga            | - 1888 Paul Eyschen 1915 |
| Sułtan Maroka                  | - 1873 Hassan I 1894 |
| Prezydent Meksyku              | - 1884 Porfirio Díaz 1911 |
| Książę Monako                  | - 1889 Albert I 1922 |
| Król Nepalu                    | - 1881 Prithvi 1911 |
| Premier Nepalu                 | - 1885 Bir Shumsher Jang Bahadur Rana 1901                                                                                              |
| Cesarz Niemiec                 | - 1888 Wilhelm II Hohenzollern 1918 |
| Kanclerz Niemiec               | - 1871 Otto von Bismarck 1890 - 1890 Leo von Caprivi 1894                                                                               |
| Prezydent Nikaragui            | - 1889 Roberto Sacasa 1891 |
| Król Norwegii                  | - 1872 Oskar II 1905 |
| Premier Nowej Zelandii         | - 1887 Harry Atkinson 1891 |
| Sułtan Omanu                   | - 1888 Fajsal ibn Turki 1913 |
| Papież                         | - 1878 Leon XIII 1903 |
| Prezydent Paragwaju            | - 1886 Patricio Escobar 1890 - 1890 Juan Gualberto González 1894                                                                        |
| Prezydent Peru                 | - 1886 Andrés Avelino Cáceres 1890 - 1890 Remigio Morales Bermúdez 1894                                                                 |
| Król Portugalii                | - 1889 Karol 1908 |
| Król Prus                      | - 1888 Wilhelm II 1918 |
| Car Rosji                      | - 1881 Aleksander III 1894 |
| Król Rumunii                   | - 1881 Karol I 1914 |
| Premier Rumunii                | - 1889 Gheorghe Manu 1891 |
| Król Saksonii                  | - 1873 Albert I Wettyn 1902 |
| Prezydent Salwadoru            | - 1885 Francisco Menéndez Valdivieso 1890 - 1890 Carlos Ezeta 1894                                                                      |
| Kapitanowie Regenci San Marino | - 1889 Domenico Fattori Marino Nicolini 1890 - 1890 Pietro Tonnini Francesco Marcucci 1890 - 1890 Giuliano Belluzzi Pietro Ugolini 1891 |
| Król Serbii                    | - 1889 Aleksander Obrenowić 1903 |
| Prezydent Szwajcarii           | - 1890 Louis Ruchonnet 1890 |
| Król Szwecji                   | - 1872 Oskar II 1907 |
| Premier Szwecji                | - 1889 Gustaf Åkerhielm 1891 |
| Król Tajlandii                 | - 1868 Chulalongkorn 1910 |
| Król Tonga                     | - 1875 Jerzy Tupou I 1893 |
| Premier Tonga                  | - 1881 Shirley Waldemar Baker 1890 - 1890 Siaosi Tukuʻaho 1893                                                                          |
| Sułtan Turków                  | - 1876 Abdülhamid II 1909 |
| Prezydent Urugwaju             | - 1886 Máximo Tajes 1890 - 1890 Julio Herrera y Obes 1894                                                                               |
| Prezydent USA                  | - 1889 Benjamin Harrison 1893 |
| Prezydent Wenezueli            | - 1888 Juan Pablo Rojas Paúl 1890 - 1890 Raimundo Andueza Palacio 1892                                                                  |
| Król Węgier                    | - 1848 Franciszek Józef I 1916 |
| Premier Węgier                 | - 1875 Kálmán Tisza 1890 - 1890 Gyula Szapáry 1892                                                                                      |
| Monarcha Wielkiej Brytanii     | - 1837 Wiktoria 1901 |
| Premier Wielkiej Brytanii      | - 1886 Robert Gascoyne-Cecil 1892 |
| Król Włoch                     | - 1878 Humbert I 1900 |

Rok 1890 / MDCCCXC
stulecia: XVIII wiek ~
XIX wiek ~
XX wiek

dziesięciolecia:
1860–1869 •
1870–1879 •
1880–1889 •
1890–1899
• 1900–1909
• 1910–1919
• 1920–1929

lata: 1880 «
1885 «
1886 «
1887 «
1888 «
1889 «
1890
» 1891
» 1892
» 1893
» 1894
» 1895
» 1900

## Wydarzenia w Polsce
- 23 kwietnia – w Białej Krakowskiej (dziś dzielnica Bielska-Białej) doszło do demonstracji robotniczej, która przerodziła się w zamieszki antyżydowskie; w wyniku starć z żandarmerią zginęło 11 osób.
- 15 maja – w wyniku wywrócenia łodzi na przeprawie przez Odrę między Sławikowem a Turzem koło Raciborza utonęły 43 osoby (42 dziewczęta i młode kobiety oraz 12-letni chłopiec), wracające z kościoła w Sławikowie.
- 4 lipca – uroczysty pogrzeb Adama Mickiewicza. Poeta pochowany został w Krypcie Wieszczów Narodowych na Wawelu.
- 30 września – zainaugurował działalność Teatr Polski w Bielsku.
- 12 października – otwarcie linii kolejowej Jasło-Rzeszów (dł. 70,05 km), należącej do Austriackich Kolei Państwowych.
- Na terenie obecnego Świnoujścia zakończono budowę kanału Piastowskiego, spowodowało to utworzenie wyspy Karsibór.
- Utworzenie Garnizonu Bielsko.
- Kornel Kozerski na własny koszt odnowił krakowski Kopiec Wandy, na szczycie umieszczając marmurową rzeźbę orła, zaprojektowaną przez Jana Matejkę.
- prawdopodobnie w związku z opisanymi powyżej pracami, kopiec został (pierwszy, i jedyny jak do tej pory raz) przebadany przez nieformalnego naczelnika Ekonomatu w Krakowie i współzałożyciela Towarzystwa Miłośników Historii i Zabytków Krakowa, Teodora Kułakowskiego. Nie było to jednak badanie archeologiczne sensu stricto[1].

## Wydarzenia na świecie
- 1 stycznia – po raz pierwszy w meczu piłkarskim użyto bramek z siatką (mecz Bolton Wanderers – Nottingham Forest F.C.).
- 12 stycznia – w Gizie otwarto muzeum sztuki egipskiej przeniesione tam z zagrożonej powodziami lokalizacji w kairskiej dzielnicy Bulak.
- 14 stycznia – António de Serpa Pimentel został premierem Portugalii.
- 15 stycznia – w petersburskim Teatrze Maryjskim odbyła się prapremiera baletu Śpiąca królewna z muzyką Piotra Czajkowskiego.
- 25 stycznia – amerykańska dziennikarka Nellie Bly zakończyła podróż dookoła świata, w rekordowym czasie 72 dni, 6 godzin, 11 minut i 14 sekund.
- 4 marca – w Szkocji otwarto most kolejowy Forth Bridge.
- 6 marca – żydowscy emigranci z Polski założyli osadę (dziś miasto w Izraelu) Rechowot.
- 17 marca – Charles de Freycinet został po raz czwarty premierem Francji.
- 20 marca:
  - Leo von Caprivi został kanclerzem Niemiec i premierem Prus, zastępując Ottona von Bismarcka.
  - austriacki astronom Johann Palisa odkrył planetoidę (290) Bruna.
  - założono klub piłkarski Servette FC.
- 27 marca – 76 osób zginęło, a około 200 zostało rannych w wyniku przejścia tornada nad Louisville w amerykańskim stanie Kentucky.
- 2 kwietnia – transatlantyk SS „Majestic” wypłynął w dziewiczy rejs z Liverpoolu do Nowego Jorku.
- 1 maja – po raz pierwszy obchodzono święto 1 maja, między innymi w Anglii, Austro-Węgrzech, Belgii, Francji oraz Niemczech.
- 4 maja – uruchomiono komunikację tramwajową w fińskim Turku.
- 13 maja – rozpoczęto budowę Carnegie Hall w Nowym Jorku.
- 14 maja – papież Leon XIII zatwierdził Zgromadzenie Księży Misjonarzy Saletynów.
- 17 maja – w Rzymie prapremiera opery Rycerskość wieśniacza (Cavalleria rusticana) Pietra Mascagniego, uważana za początek weryzmu w operze.
- 20 maja – francuski astronom Auguste Charlois odkrył planetoidę (293) Brasilia.
- 31 maja – otwarto Newlands Stadium w Kapsztadzie.
- 20 czerwca – w amerykańskim miesięczniku Lippincott’s Monthly Magazine ukazała się pierwsza wersja powieści Portret Doriana Graya Oscara Wilde’a.
- 22 czerwca – pożar zniszczył Fort-de-France na karaibskiej Martynice.
- 1 lipca – Wielka Brytania i Niemcy zawarły traktat, na mocy którego Helgoland przeszedł pod kontrolę niemiecką, a Zanzibar brytyjską.
- 3 lipca – USA: Idaho jako 43 stan dołączyło do Unii.
- 10 lipca – USA: Wyoming jako 44 stan dołączył do Unii.
- 27 lipca – Vincent van Gogh usiłując popełnić samobójstwo strzelił sobie z rewolweru w pierś. Zmarł dwa dni później.
- 6 sierpnia – Nowy Jork: przeprowadzono pierwszą egzekucję na krześle elektrycznym.
- 9 sierpnia – Wielka Brytania przekazała Niemcom wyspę Helgoland.
- 4 września – wskutek powodzi został poważnie uszkodzony Most Karola w Pradze.
- 16 września – w niewyjaśnionych okolicznościach zaginął francuski wynalazca Louis Le Prince, uważany za pierwszego twórcę filmowego na świecie.
- 9 października – francuski inżynier i wynalazca Clément Ader odbył 50-metrowy, niekierowany lot samolotem o napędzie parowym.
- 18 października – założono miasto Windhuk, dzisiejszą stolicę Namibii.
- 23 listopada:
  - Luksemburg zerwał unię personalną z Holandią.
  - Wilhelmina została królową Holandii.
- 29 listopada – pierwszy raz zebrał się japoński parlament.
- 18 grudnia – kapitan Frederick Lugard zajął Ugandę dla Brytyjskiej Kompanii Wschodnioafrykańskiej.
- 29 grudnia – w Wounded Knee oddziały amerykańskie dokonały masakry ok. 200 Indian z plemienia Sioux.
- W Berlinie utworzono Towarzystwo Socjalistów Polskich.

## Urodzili się
- 1 stycznia:
  - Wasyl Dmytriuk, ukraiński polityk (zm. 1973)
  - Max Gablonsky, niemiecki piłkarz, lekkoatleta, sprinter, reprezentant Niemiec (zm. 1969)
- 3 stycznia – Bruno Kastner, niemiecki aktor (zm. 1932)
- 8 stycznia – Stanisław Burhardt-Bukacki, polski generał dywizji (zm. 1942)
- 9 stycznia:
  - Karel Čapek, czeski pisarz, pionier fantastyki naukowej, autor i popularyzator słowa robot (zm. 1938)
  - Kurt Tucholsky, niemiecki pisarz i dziennikarz (zm. 1935)
  - Antoni Zaleski, polski nauczyciel, podoficer Legionów Polskich (zm. 1915)
- 15 stycznia – Menachem Bornsztajn, polski przestępca pochodzenia żydowskiego (zm. 1960)
- 19 stycznia:
  - Fauzi al-Kawukdżi, arabski dowódca wojskowy (zm. 1977)
  - Elmer Niklander, fiński lekkoatleta, dyskobol i kulomiot (zm. 1942)
  - Ferruccio Parri, włoski partyzant, polityk, premier Włoch (zm. 1981)
  - Wäinö Wickström, fiński łyżwiarz szybki (zm. 1951)
- 28 stycznia – Hilary Sipowicz, polski komandor, inżynier mechanik (zm. 1969)
- 29 stycznia
  - Sigurd Kander, szwedzki żeglarz, medalista olimpijski (zm. 1980)
  - Wawrzyniec Typrowicz, polski prawnik i polityk (zm. 1940)
- 6 lutego – Władysław Folkierski, polski historyk literatury francuskiej, wykładowca akademicki, polityk emigracyjny (zm. 1961)
- 8 lutego – Claro Recto, filipiński prawnik, pisarz, polityk (zm. 1960)
- 10 lutego – Boris Pasternak, pisarz rosyjski (zm. 1960)
- 13 lutego – Józef Piechota, polski polityk, samorządowiec, prezydent Lublina (zm. 1936)
- 14 lutego – Erich Fuchs, niemiecki malarz, rysownik (zm. 1983)
- 17 lutego – Sol Lesser, amerykański producent filmowy (zm. 1980)
- 20 lutego – Florencja Caerols Martínez, hiszpańska działaczka Akcji Katolickiej, męczennica, błogosławiona katolicka (zm. 1936)
- 22 lutego – Kazimierz Opaliński, polski aktor (zm. 1979)
- 24 lutego:
  - Marjorie Main, amerykańska aktorka (zm. 1975)
  - Jerzy Rutkowski, polski chirurg, wykładowca akademicki (zm. 1972)
- 26 lutego – Ralph Tschudi, norweski żeglarz, medalista olimpijski (zm. 1974)
- 1 marca – Kazimierz Piotrowski, polski taternik, alpinista, narciarz, lotnik sportowy (zm. 1962)
- 3 marca – Karol Friser, polski podpułkownik obserwator (zm. 1982)
- 4 marca:
  - Kazimierz Duch, polski działacz niepodległościowy, polityk, posel na Sejm i senator RP (zm. 1954)
  - Kazimierz Okulicz, polski dziennikarz, polityk, poseł na Sejm RP (zm. 1981)
- 8 marca:
  - Eugeniusz Baziak, polski duchowny katolicki, arcybiskup metropolita lwowski, administrator apostolski archidiecezji krakowskiej (zm. 1962)
  - Peter Cashin, kanadyjski polityk (zm. 1977)
- 9 marca – Wiaczesław Mołotow, radziecki polityk (zm. 1986)
- 10 marca – Władysław Kulczyński junior, polski taternik i lekarz (zm. 1923)
- 11 marca – Vannevar Bush, amerykański inżynier, wynalazca, teoretyk wczesnego okresu informatyki (zm. 1974)
- 12 marca – Idris I, król Libii (zm. 1983)
- 13 marca – Fritz Busch, niemiecki dyrygent, współzałożyciel oraz pierwszy dyrektor festiwalu w Glyndebourne (zm. 1951)
- 14 marca – Eugeniusz Chwalibóg-Piecek, polski żołnierz Legionów Polskich, oficer Wojska Polskiego w II Rzeczypospolitej (zm. 1940)
- 18 marca – Innocenty Guz, polski franciszkanin, męczennik, błogosławiony katolicki (zm. 1940)
- 19 marca:
  - Jennie Fletcher, brytyjska pływaczka (zm. 1968)
  - Ernst von Althaus, niemiecki pilot wojskowy, as myśliwski (zm. 1946)
- 20 marca:
  - Beniamino Gigli, włoski pieśniarz operowy i aktor (zm. 1957)
  - Anna Wałek-Czernecka, polska botanik, profesor nauk biologicznych (zm. 1978)
- 21 marca – Clayton Douglass Buck, amerykański polityk, senator ze stanu Delaware (zm. 1965)
- 25 marca – Stanisław Nowicki, polski rolnik, porucznik artylerii Wojska Polskiego, kawaler Orderu Virtuti Militari (zm. ?)
- 26 marca – Raymond Callemin, belgijski anarchista (zm. 1913)
- 29 marca – Harold Spencer Jones, brytyjski astronom (zm. 1960)
- 31 marca – Alfred Fanning, nowozelandzki rugbysta (zm. 1963)
- 2 kwietnia – James Kem, amerykański polityk, senator ze stanu Missouri (zm. 1965)
- 4 kwietnia – Daniela od św. Barnaby, hiszpańska karmelitanka misjonarka, męczennica, błogosławiona katolicka (zm. 1936)
- 6 kwietnia:
  - André Danjon, francuski astronom (zm. 1967)
  - Anton Fokker, holenderski pionier lotnictwa, konstruktor i producent samolotów (zm. 1939)
  - Millard Evelyn Tydings, amerykański, polityk, senator ze stanu Maryland (zm. 1961)
- 8 kwietnia – Zbigniew Drzewiecki, pianista i pedagog muzyczny (zm. 1971)
- 11 kwietnia – Rachele Mussolini, Włoszka, żona Benito (zm. 1979)
- 27 kwietnia – Otto Ernst Schweizer, niemiecki urbanista i architekt modernizmu (zm. 1965)
- 28 kwietnia – Bronisław Obtułowicz, kapitan Wojska Polskiego (zm. ?)
- 2 maja – Izydor Bover Oliver, hiszpański duchowny katolicki, męczennik, błogosławiony (zm. 1936)
- 5 maja:
  - Stanisław Baczyński, polski pisarz i krytyk literacki (zm. 1939)
  - Giulio Basletta, włoski szpadzista (zm. 1975)
- 10 maja:
  - Gyula Bíró, węgierski piłkarz, trener pochodzenia żydowskiego (zm. 1961)
  - Clarence Brown, amerykański reżyser i producent filmowy (zm. 1987)
  - Izydor Galiński, polski oficer, inżynier, kawaler Orderu Virtuti Militari (zm. 1919)
  - Alfred Jodl, niemiecki generał pułkownik, zbrodniarz wojenny (zm. 1946)
  - Jean Piot, francuski florecista, szpadzista (zm. 1961)
  - Warwara Siemiennikowa, rosyjska superstulatka (zm. 2008)
- 12 maja (lub 12 marca) – Michał Grażyński, polski działacz wojskowy, społeczny, polityczny, w latach 1926–1939 wojewoda śląski (zm. 1965)
- 15 maja:
  - Ferdynand Goetel, polski pisarz, publicysta i działacz polityczny (zm. 1960)
  - Katherine Anne Porter, amerykańska dziennikarka (zm. 1980)
  - Józef Twardzicki, polski ekonomista, bankowiec, polityk, prezydent Bydgoszczy (zm. 1972)
- 16 maja – Zofia Ginett, polska działaczka komunistyczna (zm. 1972)
- 19 maja:
  - Hồ Chí Minh, wietnamski przywódca komunistyczny (zm. 1969)
  - Wacław Borowy, historyk i krytyk literatury polskiej (zm. 1950)
- 22 maja – Pierre Canivet, francuski curler (zm. 1982)
- 31 maja – Hilla von Rebay, niemiecka malarka, kolekcjonerka, dyrektorka Muzeum Solomona R. Guggenheima (zm. 1967)
- 12 czerwca – Egon Schiele, austriacki malarz i grafik (zm. 1918)
- 14 czerwca – Rafał Alonso Gutierrez, hiszpański działacz Akcji Katolickiej, męczennik, błogosławiony katolicki (zm. 1936)
- 16 czerwca – Stan Laurel, komik z duetu Flipa i Flapa (zm. 1965)
- 28 czerwca – Paweł Belke, handlowiec, polityk, prezydent Częstochowy (zm. ?)
- 5 lipca – Marek Rakowski, tłumacz literatury polskiej i zagranicznej na język hebrajski (zm. 1982)
- 8 lipca – Aleksander Birkenmajer, polski historyk nauk ścisłych i filozofii, bibliotekoznawca (zm. 1967)
- 10 lipca – William Foster, brytyjski pływak (zm. 1963)
- 20 lipca – Jerzy II Glücksburg, król Grecji (zm. 1947)
- 22 lipca – Jan Chodźko-Zajko, polski oficer, kawaler Orderu Virtuti Militari (zm. 1940)
- 25 lipca – Torleiv Corneliussen, norweski żeglarz, medalista olimpijski (zm. 1975)
- 27 lipca:
  - Jacques Forestier, francuski rugbysta, reumatolog, internista (zm. 1978)
  - Armas Taipale, fiński lekkoatleta, dyskobol (zm. 1976)
- 30 lipca – Maria Klemensa Staszewska, polska urszulanka, męczennica, błogosławiona katolicka (zm. 1943)
- 3 sierpnia – Dominik Zbierski, polski pedagog, polityk, senator RP (zm. 1940)
- 4 sierpnia – Wacław Ekielski, polski robotnik, urzędnik, działacz komunistyczny (zm. 1957)
- 9 sierpnia – Józef Pawłowski, polski duchowny katolicki, męczennik, błogosławiony (zm. 1942)
- 17 sierpnia – Stefan Bastyr, polski lotnik (zm. 1920)
- 18 sierpnia – Mieczysław Górski, polski działacz komunistyczny (zm. 1956)
- 20 sierpnia – H.P. Lovecraft, pisarz amerykański (zm. 1937)
- 21 sierpnia:
  - Georges Hellebuyck, belgijski żeglarz, medalista olimpijski (zm. 1975)
  - Dionizy Ludwik Molinos Coloma, hiszpański lasalianin, męczennik, błogosławiony katolicki (zm. 1936)
- 23 sierpnia:
  - Bolesław Busiakiewicz, polski dziennikarz, krytyk muzyczny (zm. 1971)
  - Ludwik Gardowski, polski grafik, pedagog (zm. 1965)
  - Kajetan Sawczuk, polski poeta, działacz niepodległościowy (zm. 1917)
  - Kazimierz Marian Wyszyński, polski oficer kawalerii, dyplomata (zm. 1935)
- 24 sierpnia – Duke Kahanamoku, hawajski pływak, wielokrotny medalista olimpijski, uważany za wynalazcę nowoczesnego surfingu (zm. 1968)
- 29 sierpnia – Maria Felicyta Masiá Ferragut, hiszpańska klaryska kapucynka, męczennica, błogosławiona katolicka (zm. 1936)
- 30 sierpnia – Piotr de Asúa Mendía, hiszpański duchowny katolicki, męczennik, błogosławiony (zm. 1936)
- 4 września:
  - Eugeniusz Geppert, polski malarz (zm. 1979)
  - Michał Rola-Żymierski, marszałek Polski (zm. 1989)
- 9 września – Harland Sanders, amerykański przedsiębiorca, założyciel KFC (zm. 1980)
- 10 września – Franz Werfel, austriacki pisarz (zm. 1945)
- 11 września – Maria Pierina de Micheli, włoska zakonnica, mistyczka, błogosławiona katolicka (zm. 1945)
- 15 września – Agatha Christie, pisarka angielska (zm. 1976)
- 18 września:
  - Wiktor Baranek, polski urzędnik, działacz narodowy, uczestnik powstań śląskich (zm. 1971)
  - Tomasz Całuń, polski działacz samorządowy, polityk, prezydent Radomia (zm. 1936)
- 19 września – Jim Griffiths, brytyjski polityk (zm. 1975)
- 22 września – Franciszek Remón Játiva, hiszpański franciszkanin, męczennik, błogosławiony katolicki (zm. 1936)
- 23 września – Friedrich Wilhelm von Paulus, feldmarszałek, niemiecki dowódca z czasów II wojny światowej, dowodził 6. Armią Polową pod Stalingradem (zm. 1957)
- 26 września – Artur Szulc, polski polityk, prezydent Torunia (zm. 1967)
- 27 września:
  - Aleksander Schiele, taternik, alpinista, narciarz, działacz turystyczny, inżynier architekt (zm. 1976)
  - Kazimierz Schiele, taternik, alpinista, narciarz, działacz turystyczny, inżynier mechanik (zm. 1956)
- 30 września – Antoni Leszczewicz, polski marianin, męczennik, błogosławiony (zm. 1943)
- 1 października – Stanley Holloway, brytyjski aktor (zm. 1982)
- 4 października – Gladys Pyle, amerykańska polityk, senator ze stanu Dakota Południowa (zm. 1989)
- 7 października – Mieczysław Zieleniewski, polski inżynier, przemysłowiec (zm. 1970)
- 9 października – Aimee Semple McPherson, kanadyjsko-amerykańska ewangelistka zielonoświątkowa (zm. 1944)
- 10 października – Fryderyk Jarosy, konferansjer (zm. 1960)
- 14 października:
  - Janina Antoniewicz, polska biolog, botanik (zm. 1956)
  - Louis Delluc, francuski reżyser filmowy, krytyk filmowy (zm. 1924)
  - Dwight Eisenhower, amerykański generał, polityk, prezydent USA (zm. 1969)
- 16 października – Maria Goretti, włoska męczennica, święta katolicka (zm. 1902)
- 17 października – Emil Kaliński, polski polityk, minister poczt i telegrafów (zm. 1973)
- 31 października – Stanisław van der Coghen, polski lekarz (zm. 1940)
- 3 listopada – Eustachy van Lieshout, holenderski sercanin biały, misjonarz, błogosławiony katolicki (zm. 1943)
- 7 listopada – Sven Salén, szwedzki żeglarz, medalista olimpijski (zm. 1969)
- 17 listopada – Anna Lehr, amerykańska aktorka (zm. 1974)
- 18 listopada – Petro Werhun, duchowny kościoła katolickiego obrządku bizantyjsko-ukraińskiego, męczennik, błogosławiony katolicki (zm. 1957)
- 20 listopada – Feliks Markiewicz, kapitan Korpusu Sądowego Wojska Polskiego (zm. 1925)
- 22 listopada – Charles de Gaulle, francuski polityk (zm. 1970)
- 29 listopada – Maria Sągajłło, polska chemik (zm. 1971)
- 1 grudnia – Fred Harold Hale, amerykański superstulatek, w chwili śmierci najstarszy mężczyzna na świecie (zm. 2004)
- 3 grudnia – Franciszka Cualladó Baixauli, hiszpańska działaczka Akcji Katolickiej, męczennica, błogosławiona katolicka (zm. 1936)
- 5 grudnia – Fritz Lang, reżyser filmowy (zm. 1976)
- 6 grudnia – Petter Larsen, norweski żeglarz, medalista olimpijski (zm. 1946)
- 12 grudnia:
  - Kazimierz Ajdukiewicz, polski filozof, matematyk, fizyk, logik (zm. 1963)
  - Józef Szczepkowski, polski duchowny metodystyczny, superintendent naczelny Kościoła Metodystycznego w PRL (zm. 1974)
- 18 grudnia – Edward Maria Jan Poppe, belgijski duchowny katolicki, błogosławiony (zm. 1924)
- 19 grudnia – Ludwik Gościński, były duchowny katolicki, działacz ruchu „Zadruga”, prezydent Przemyśla (zm. 1969)
- 20 grudnia – Karmel Sastre Sastre, hiszpański duchowny katolicki, męczennik, błogosławiony (zm. 1936)
- 23 grudnia – Władysław Korsak, polski działacz państwowy, wojewoda stanisławowski i kielecki, wiceminister spraw wewnętrznych (zm. 1949)
- 25 grudnia:
  - André Lesauvage, francuski żeglarz, medalista olimpijski (zm. 1971)
  - Franciszek Sokół, polski wojskowy, komisarz rządu w Gdyni (zm. 1956)
- 29 grudnia – Mieczysław Kłapa, polski nauczyciel, inspektor szkolny, powstaniec śląski, radny i wiceprezydent Katowic (zm. 1963)[2][3]
- 31 grudnia – Karol May, polski oficer kawalerii (zm. 1940)

- data dzienna nieznana: 
  - Wołodymyr Biłozor, ukraiński działacz społeczny (zm. ?)
  - Tihamér Szaffka, węgierski taternik i chemik (zm. ?)

## Święta ruchome
- Tłusty czwartek: 13 lutego
- Ostatki: 18 lutego
- Popielec: 19 lutego
- Niedziela Palmowa: 30 marca
- Pamiątka śmierci Jezusa Chrystusa: 3 kwietnia
- Wielki Czwartek: 3 kwietnia
- Wielki Piątek: 4 kwietnia
- Wielka Sobota: 5 kwietnia
- Wielkanoc: 6 kwietnia
- Poniedziałek Wielkanocny: 7 kwietnia
- Wniebowstąpienie Pańskie: 15 maja
- Zesłanie Ducha Świętego: 25 maja
- Boże Ciało: 5 czerwca